# François-Virgile Dubillard
François Virgile Dubillard, né le 16 février 1845 à Soye (Doubs) et mort le 1er décembre 1914 à Chambéry, est un homme d'Église, archevêque, puis cardinal français.

## Biographie

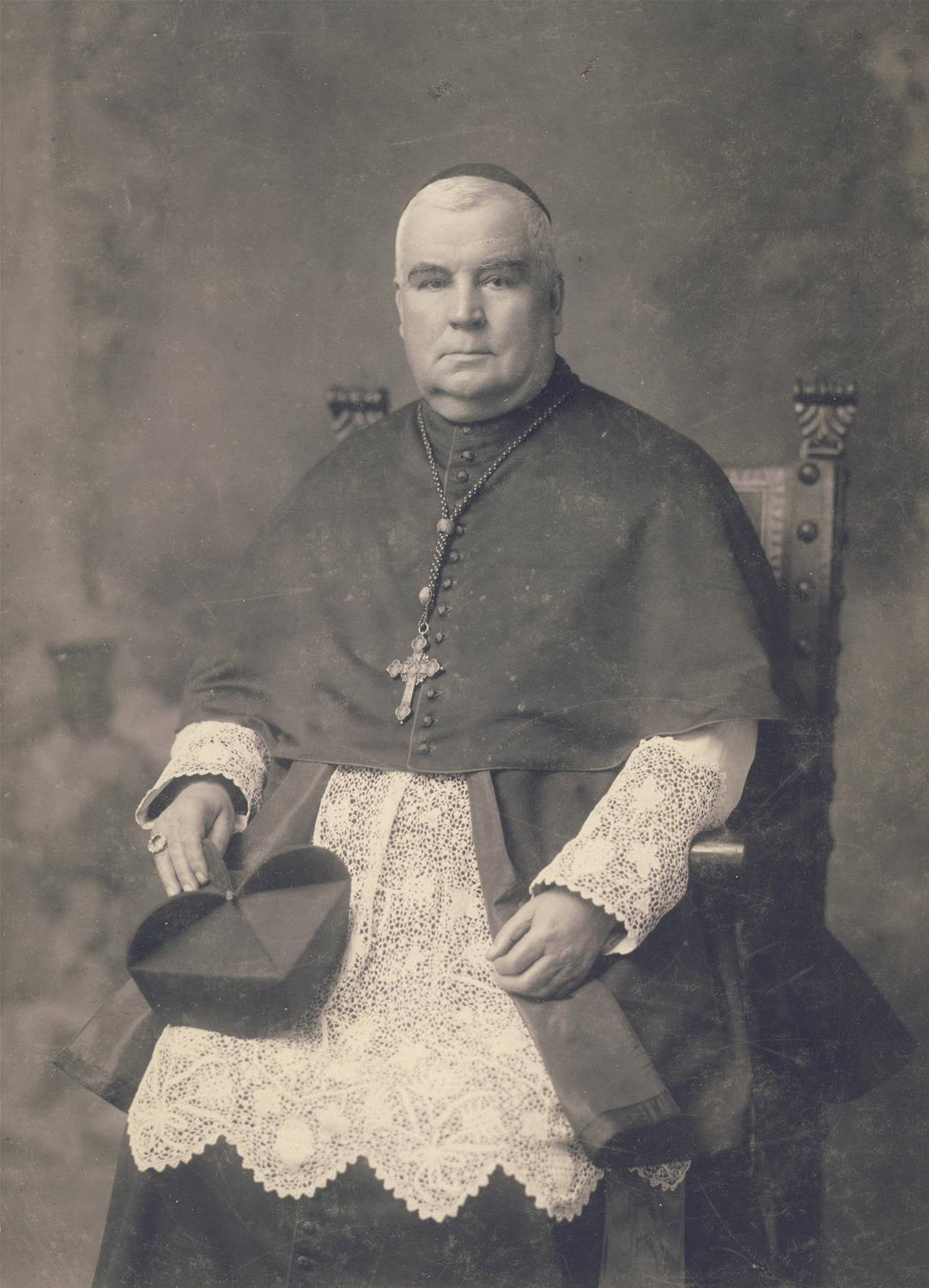
François-Virgile Dubillard, évêque de Quimper et de Léon de 1900 à 1907

François-Virgile Dubillard après des études à Vesoul et à Besançon est ordonné prêtre à Besançon en 1869. Il est successivement professeur de dogme, supérieur du grand séminaire (1881), vicaire général (1882). 

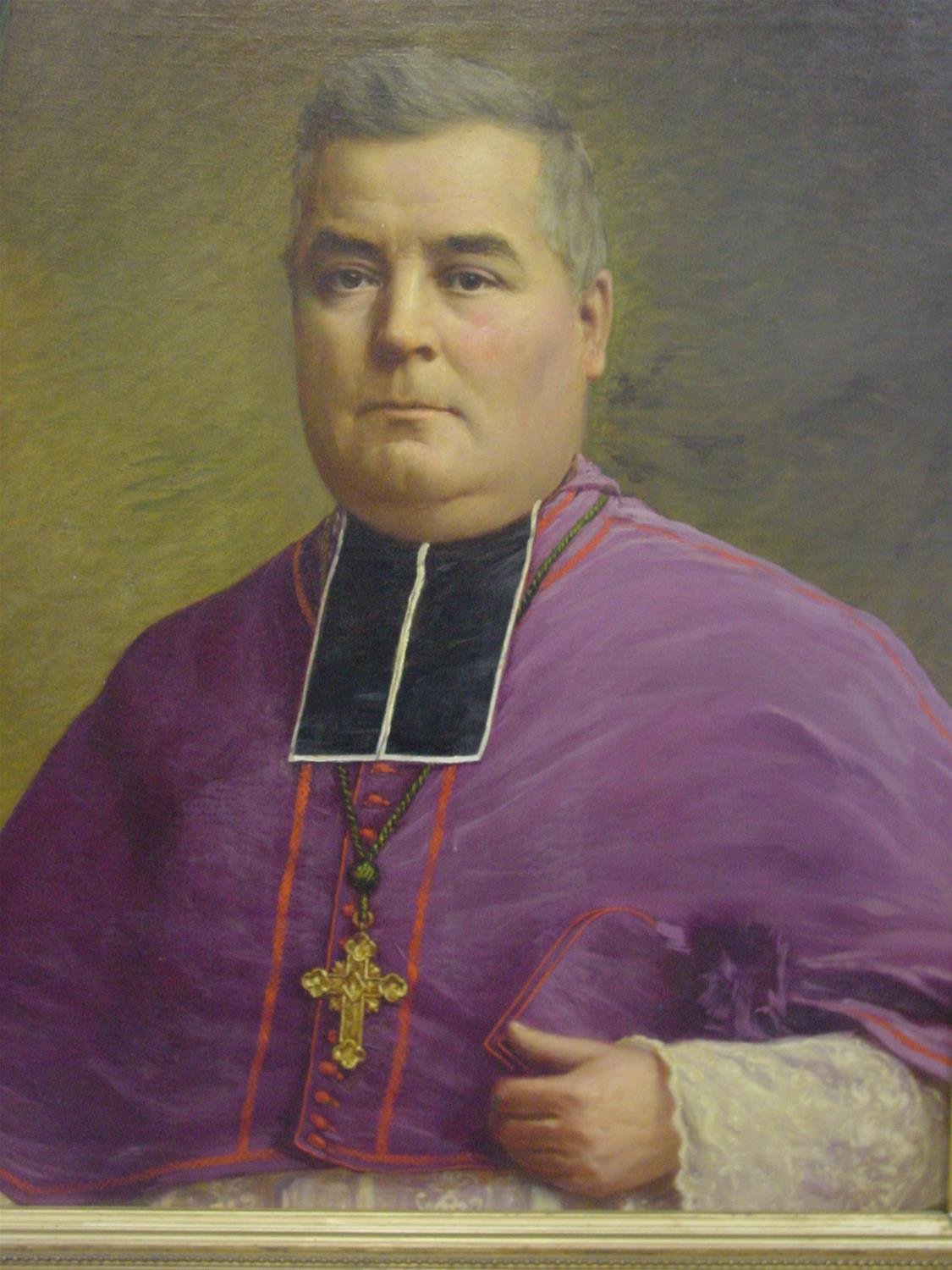
François-Virgile Dubillard, évêque de Quimper et de Léon de 1900 à 1907

Il est nommé évêque de Quimper et Léon le 7 décembre 1899, sacré le 24 février 1900 puis installé en la cathédrale de Quimper le jeudi 22 mars 1900. Après sept années à Quimper, il est ensuite promu archevêque Chambéry en 1907, succédant à Gustave-Adolphe de Pélacot, décédé.
C'est un prélat attaché à la tradition de l'Église.
Il est créé cardinal par Pie X en 1911. Il est directeur général de la ligue Pro Pontifice et Ecclesia. Il est trop malade pour participer au conclave de 1914.